# Западинский, Анатолий Борисович
Анатолий Борисович Западинский (род. 1 января 1947) — советский военный деятель и инженер, генерал-лейтенант, кандидат военных наук, доктор технических наук. Начальник ГИЦИУ КС имени Г. С. Титова (1992—2002). Заслуженный военный специалист Российской Федерации (1999).

## Биография
Родился 1 января 1947 года в Донецке, Украинской ССР.
С 1964 по 1969 год обучался в Харьковском высшем командно-инженерном училище. С 1969 года служил в системе Командно-измерительного комплекса ЦУКОС (с 1970 года — ГУКОС) РВСН СССР, с 1986 года — Управление начальника космических средств МО СССР. С 1969 по 1973 год — начальник станции Сары-Шаганского командно-измерительного пункта и командир взвода школы младших специалистов Симферопольского командно-измерительного пункта. С 1973 по 1976 год — помощник начальника оперативного отдела Центра командно-измерительного комплекса. С 1976 года — заместитель начальника штаба и начальник отдела Колпашевского командно-измерительного пункта.
С 1982 по 1984 год обучался в Военной инженерной академии имени Ф. Э. Дзержинского. С 1984 по 1987 год — начальник штаба Улан-удинского командно-измерительного пункта №13. С 1987 по 1988 год — начальник Родниковского измерительного пункта №24, являющегося запасным аэродромом для посадки орбитального корабля-ракетоплана МТКС «Буран». С 1988 по 1989 год — начальник Щёлковского контрольно-измерительного пункта. С 1989 по 1990 год — начальник Енисейского центра №4. 
С 1990 по 1992 год обучался в Военной ордена Ленина Краснознамённую ордена Суворова академии Генерального штаба Вооружённых Сил СССР имени К. Е. Ворошилова. С 1992 по 2002 год — начальник ГИЦИУ КС имени Г. С. Титова (Краснознаменск, Московская область), одновременно с 1993 по 1997 год — член Военного совета Военно-космических сил. В 1994 году защитил диссертацию на соискание учёной степени кандидат военных наук, в 1999 году — доктор технических наук. Под руководством А. Б. Западинского осуществлялся переход центра на новейшие разработки в области электронно-вычислительной техники, занимался решением вопросов сохранения должного уровня функционирования орбитальной группировки космических аппаратов различного назначения, в том числе военного.

## Награды
- Орден «За заслуги перед Отечеством» 4-й степени (1996)
- Орден Красной Звезды (1990)
- Медаль «За трудовое отличие»
- Заслуженный военный специалист Российской Федерации (1999)[4][5]
- Почётный гражданин города Краснознаменска[6]